# Ambroz Haračić

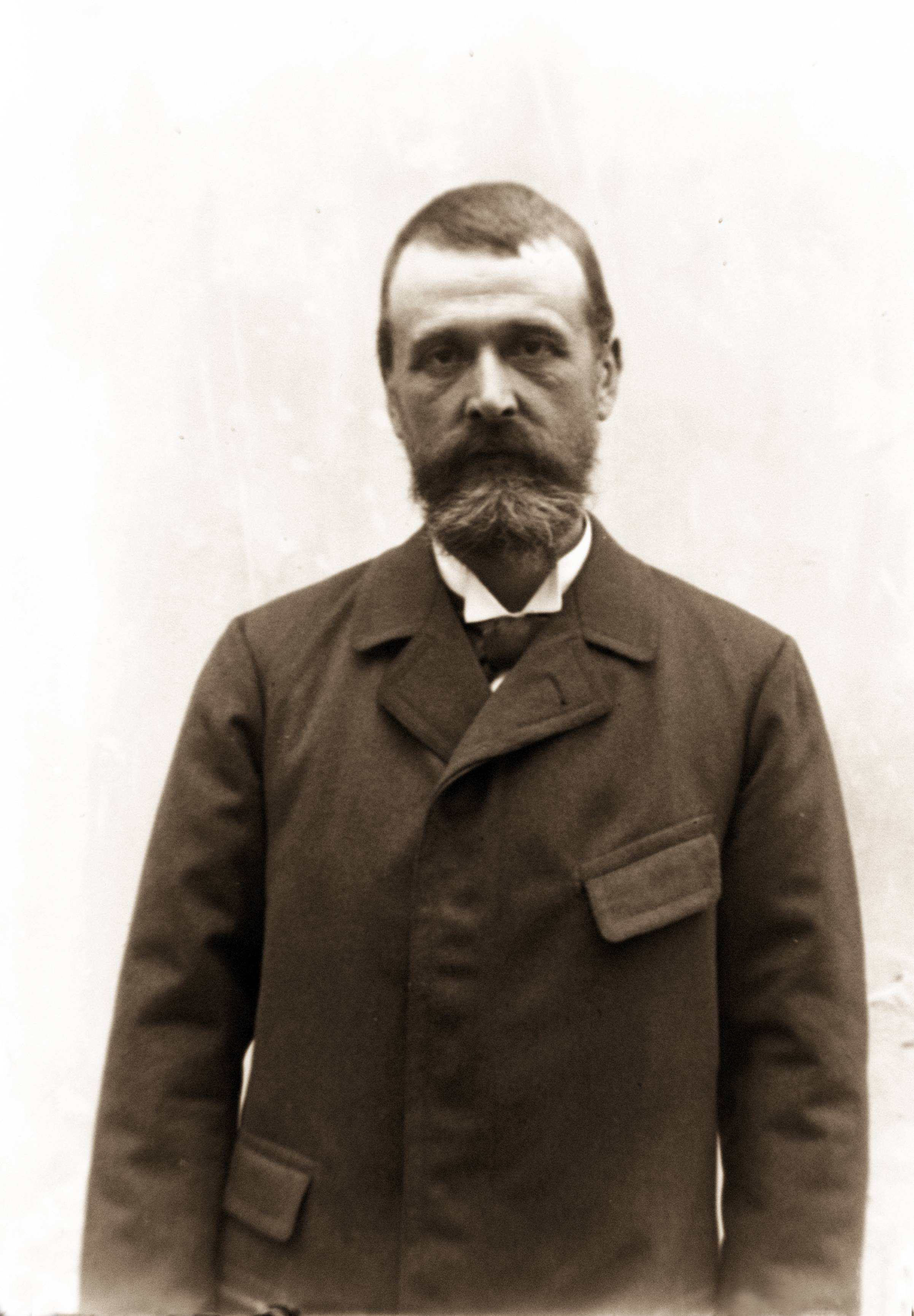
Ambroz Haračić (1894)

Ambroz Haračić, auch Ambrosio, (* 5. Dezember 1855 in Mali Lošinj (heute Kroatien); † 1. Oktober 1916 ebenda) war ein küstenländischer, österreich-ungarischer Botaniker.
Sein botanisches Autorenkürzel lautet „Haračić“.

## Leben
Nach dem Studium der Mathematik und Naturwissenschaften in Wien lehrte er an der Seefahrtschule in Mali Lošinj, wo er 1879 eine meteorologische Station gründete. In Mali Lošinj sowie den benachbarten kleineren Inseln (Ilovik, Susak, Unije, Male Srakane, Vele Srakane, Murter und Oruda) führte er Messungen, Studien der Vegetation bzw. Aufforstungen von Wäldern durch. In Folge wurde Mali Lošinj 1892 zum Luftkurort erklärt, und der Tourismus entwickelte sich zu einem wichtigen wirtschaftlichen Faktor in dieser Region.